# Ken Holland
Ken Holland (ur. 10 listopada 1955 w Vernon – kanadyjski hokeista, działacz hokejowy. 

## Kariera
W swojej karierze rozegrał dwa sezony w lidze NHL – w Hartford Whalers i w Detroit Red Wings. 
Został generalnym menadżerem i wiceprezesem klubu Detroit Red Wings. Rok 2007 był jego dziesiątym sezonem na stanowisku generalnego menadżera i dwudziestym czwartym rokiem ogólnej pracy z tą organizacją.
W 2020 został przyjęty do Hockey Hall of Fame.